# A Billboard Hot 100 listavezetői 2022-ben
A Billboard Hot 100 egy slágerlista, amely rangsorolja az Egyesült Államokban legjobban teljesítő kislemezeket. A streaming adatok, a digitális és fizikális eladások, illetve a rádiós teljesítmény alapján készült listát a Billboard magazin teszi közzé hetente, az MCR Data adatait használva.

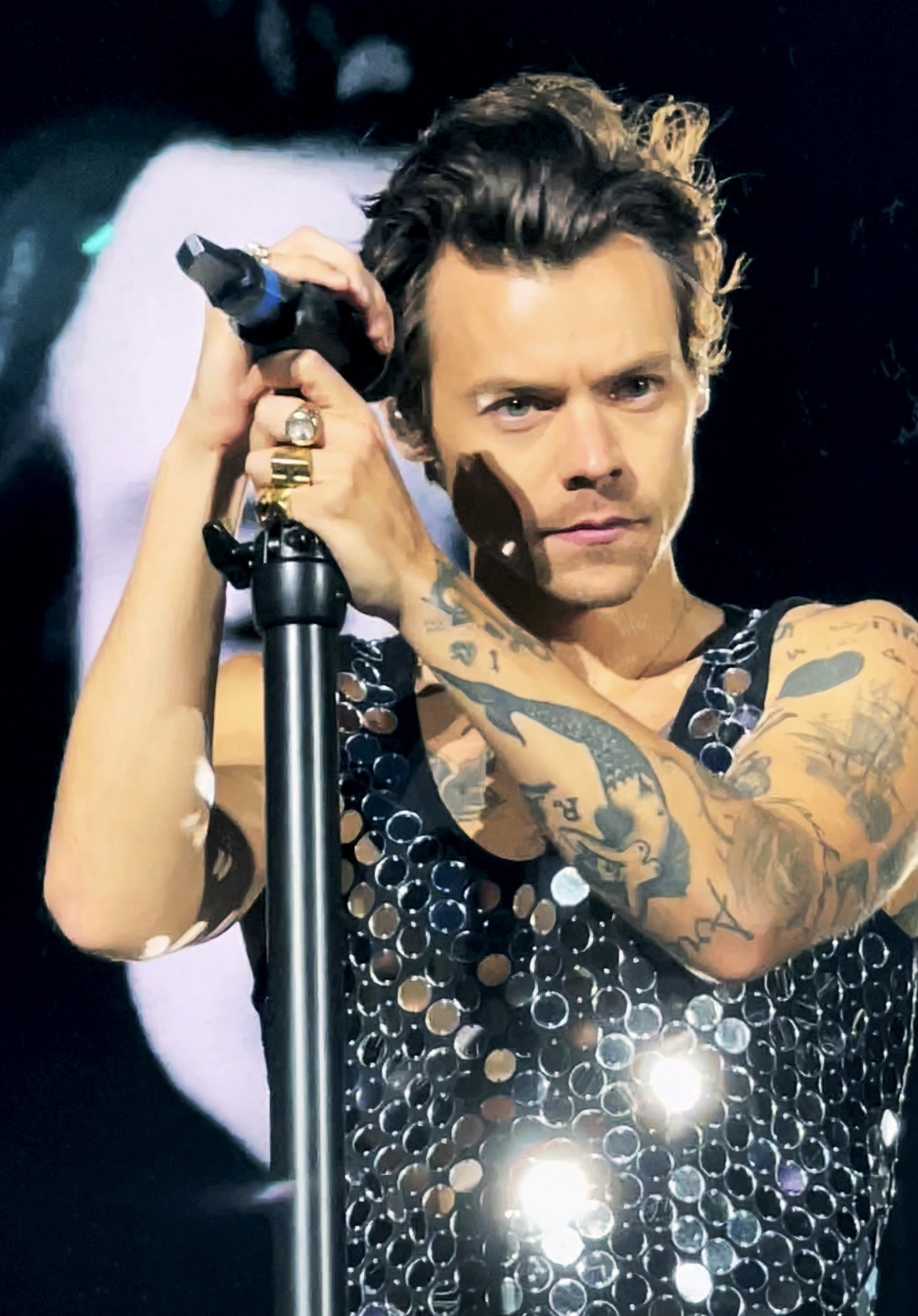
Harry Styles As It Was című dala a legtöbb, szám szerint tizenöt hétig vezette a slágerlistát. Ezzel a Billboard történetének negyedik legsikeresebb dala és az egyik leghosszabb ideig listavezető szóló dal (2024-ben Shaboozey megdöntötte a rekordot)

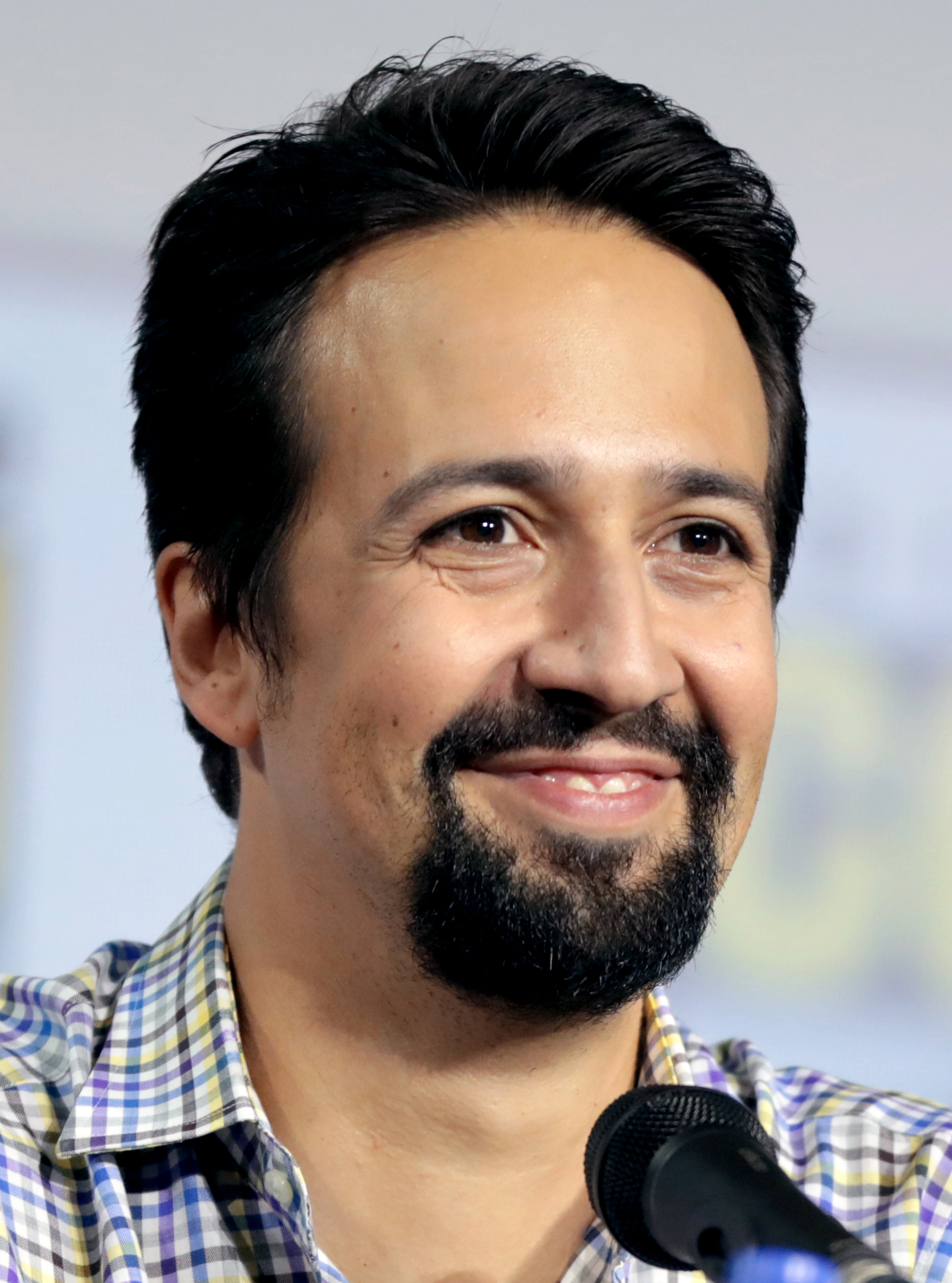
Amerikai zeneszerző, Lin-Manuel Miranda szerezte a We Don’t Talk About Bruno című dalt, amely az első animáció film-betétdal, amely több hétig is vezette a Hot 100-ot (5 hét)

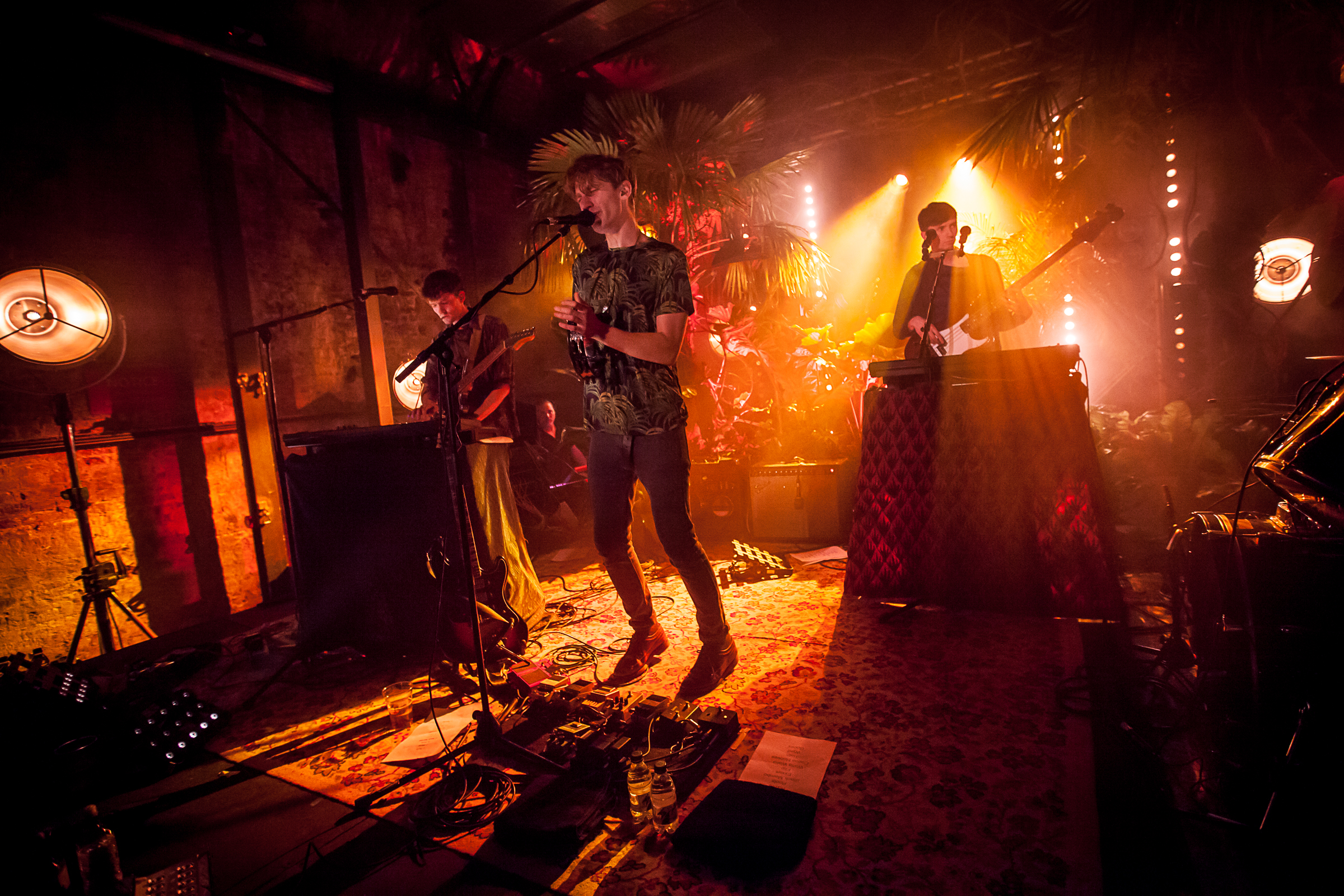
A Glass Animals Heat Waves című dala rekordhosszú időt, 59 hetet töltött a Hot 100 listán, mielőtt elérte volna az első helyet. Öt hétig volt listavezető, amely holtversenyben a második legtöbb az évben. A Heat Waves lett az év legjobban teljesítő dala a slágerlistán

A We Don’t Talk About Bruno, a 2021-es Encanto című filmből a második Hot 100-listavezető Disney-dal, az 1992-es A Whole New World után (Aladdin). Carolina Gaitán, Mauro Castillo, Adassa, Rhenzy Feliz, Diane Guerrero, Stephanie Beatriz és az Encanto szereplői az előadói, amellyel a legtöbb előadóval (7) rendelkező listavezető dal. A stúdió egyetlen dala, amely öt hetet töltött a lista élén. Az angol Glass Animals együttes Heat Waves (2020) című dala az 59. hetében érte el a lista élét, amely a leghosszabb idő volt az első szereplés és a listavezetés között, megelőzve Mariah Carey All I Want for Christmas Is You (1994) dalát, amelynek 55 hét kellett.
Az As It Was, az első kislemez Harry Styles angol énekes Harry’s House című albumáról, tizenöt hetet töltött a lista élén, amely a legtöbb volt 2022-ben. Ezzel a Billboard történetének negyedik leghosszabb ideig listavezető dala lett, Lil Nas X Old Town Roadja, Luis Fonsi és Daddy Yankee Despacitoja és a Boyz II Men One Sweet Day-je mögött. Ezek mellett 2024-ig a leghosszabb ideig listavezető dal volt, amit szólóelőadó adott ki, mikor Shaboozey megdöntötte a rekordot A Bar Song (Tipsy) kislemezével. Drake kanadai rapper két listavezető kislemezt szerzett, a Wait for U és a Jimmy Cooks dalokkal. Sam Smith és Kim Petras lettek az első nyíltan nembináris és transznemű előadók, akik elérték a lista első helyét.
Az Anti-Hero, Taylor Swift kislemeze az elmúlt öt év legtöbbet eladott dala az első hetében, 327 ezer példánnyal. Az énekes saját rekordját döntötte meg, amit a Look What You Made Me Do számmal tartott. Az első kislemez lett a lista történetében, ami debütálása után sorozatban hat hetet töltött első helyen.
Huszonhárom előadó érte el ebben az évben a lista évét, tizenkettő először: Gaitán, Castillo, Adassa, Feliz, Guerrero, Beatriz, az Encanto szereplői, a Glass Animals, Tems, Smith, Petras és Steve Lacy.

## Lista
| Az év legjobban teljesítő dala |

| No.  | Kiadás dátuma  | Dal                             | Előadó(k) | For.            |
| ---- | -------------- | ------------------------------- | --- | --------------- |
| re   | január 1.      | All I Want for Christmas Is You | Mariah Carey | [ 9 ] [ 10 ]    |
| re   | január 8.      | All I Want for Christmas Is You | Mariah Carey | [ 11 ] [ 12 ]   |
| re   | január 15.     | Easy on Me                      | Adele | [ 13 ] [ 14 ]   |
| re   | január 22.     | Easy on Me                      | Adele | [ 15 ] [ 16 ]   |
| re   | január 29.     | Easy on Me                      | Adele | [ 17 ] [ 18 ]   |
| 1133 | február 5.     | We Don’t Talk About Bruno       | Carolina Gaitán, Mauro Castillo, Adassa, Rhenzy Feliz, Diane Guerrero, Stephanie Beatriz és az Encanto szereplői | [ 1 ] [ 19 ]    |
| 1133 | február 12.    | We Don’t Talk About Bruno       | Carolina Gaitán, Mauro Castillo, Adassa, Rhenzy Feliz, Diane Guerrero, Stephanie Beatriz és az Encanto szereplői | [ 20 ] [ 21 ]   |
| 1133 | február 19.    | We Don’t Talk About Bruno       | Carolina Gaitán, Mauro Castillo, Adassa, Rhenzy Feliz, Diane Guerrero, Stephanie Beatriz és az Encanto szereplői | [ 22 ] [ 23 ]   |
| 1133 | február 26.    | We Don’t Talk About Bruno       | Carolina Gaitán, Mauro Castillo, Adassa, Rhenzy Feliz, Diane Guerrero, Stephanie Beatriz és az Encanto szereplői | [ 24 ] [ 25 ]   |
| 1133 | március 5.     | We Don’t Talk About Bruno       | Carolina Gaitán, Mauro Castillo, Adassa, Rhenzy Feliz, Diane Guerrero, Stephanie Beatriz és az Encanto szereplői | [ 2 ] [ 26 ]    |
| 1134 | március 12.    | Heat Waves                      | Glass Animals | [ 3 ] [ 27 ]    |
| 1134 | március 19.    | Heat Waves                      | Glass Animals | [ 28 ] [ 29 ]   |
| 1134 | március 26.    | Heat Waves                      | Glass Animals | [ 30 ] [ 31 ]   |
| 1134 | április 2.     | Heat Waves                      | Glass Animals | [ 32 ] [ 33 ]   |
| 1134 | április 9.     | Heat Waves                      | Glass Animals | [ 34 ] [ 35 ]   |
| 1135 | április 16.    | As It Was                       | Harry Styles | [ 36 ] [ 37 ]   |
| 1136 | április 23.    | First Class                     | Jack Harlow | [ 38 ] [ 39 ]   |
| re   | április 30.    | As It Was                       | Harry Styles | [ 40 ] [ 41 ]   |
| re   | május 7.       | As It Was                       | Harry Styles | [ 42 ] [ 43 ]   |
| 1137 | május 14.      | Wait for U                      | Future, Drake és Tems közreműködésével                                                                           | [ 44 ] [ 45 ]   |
| re   | május 21.      | First Class                     | Jack Harlow | [ 46 ] [ 47 ]   |
| re   | május 28.      | First Class                     | Jack Harlow | [ 48 ] [ 49 ]   |
| re   | június 4.      | As It Was                       | Harry Styles | [ 50 ] [ 51 ]   |
| re   | június 11.     | As It Was                       | Harry Styles | [ 52 ] [ 53 ]   |
| re   | június 18.     | As It Was                       | Harry Styles | [ 54 ] [ 55 ]   |
| re   | június 25.     | As It Was                       | Harry Styles | [ 56 ] [ 57 ]   |
| 1138 | július 2.      | Jimmy Cooks                     | Drake, 21 Savage közreműködésével                                                                                | [ 58 ] [ 59 ]   |
| re   | július 9.      | As It Was                       | Harry Styles | [ 60 ] [ 61 ]   |
| re   | július 16.     | As It Was                       | Harry Styles | [ 62 ] [ 63 ]   |
| re   | július 23.     | As It Was                       | Harry Styles | [ 64 ] [ 65 ]   |
| 1139 | július 30.     | About Damn Time                 | Lizzo | [ 66 ] [ 67 ]   |
| 1139 | augusztus 6.   | About Damn Time                 | Lizzo | [ 68 ] [ 69 ]   |
| 1140 | augusztus 13.  | Break My Soul                   | Beyoncé | [ 70 ] [ 71 ]   |
| 1140 | augusztus 20.  | Break My Soul                   | Beyoncé | [ 72 ] [ 73 ]   |
| 1141 | augusztus 27.  | Super Freaky Girl               | Nicki Minaj | [ 74 ] [ 75 ]   |
| re   | szeptember 3.  | As It Was                       | Harry Styles | [ 76 ] [ 77 ]   |
| re   | szeptember 10. | As It Was                       | Harry Styles | [ 78 ] [ 79 ]   |
| re   | szeptember 17. | As It Was                       | Harry Styles | [ 80 ] [ 81 ]   |
| re   | szeptember 24. | As It Was                       | Harry Styles | [ 4 ] [ 82 ]    |
| re   | október 1.     | As It Was                       | Harry Styles | [ 5 ] [ 83 ]    |
| 1142 | október 8.     | Bad Habit                       | Steve Lacy | [ 84 ] [ 85 ]   |
| 1142 | október 15.    | Bad Habit                       | Steve Lacy | [ 86 ] [ 87 ]   |
| 1142 | október 22.    | Bad Habit                       | Steve Lacy | [ 88 ] [ 89 ]   |
| 1143 | október 29.    | Unholy                          | Sam Smith és Kim Petras                                                                                          | [ 6 ] [ 90 ]    |
| 1144 | november 5.    | Anti-Hero                       | Taylor Swift | [ 91 ] [ 92 ]   |
| 1144 | november 12.   | Anti-Hero                       | Taylor Swift | [ 93 ] [ 94 ]   |
| 1144 | november 19.   | Anti-Hero                       | Taylor Swift | [ 7 ] [ 95 ]    |
| 1144 | november 26.   | Anti-Hero                       | Taylor Swift | [ 96 ] [ 97 ]   |
| 1144 | december 3.    | Anti-Hero                       | Taylor Swift | [ 98 ] [ 99 ]   |
| 1144 | december 10.   | Anti-Hero                       | Taylor Swift | [ 8 ] [ 100 ]   |
| re   | december 17.   | All I Want for Christmas Is You | Mariah Carey | [ 101 ] [ 102 ] |
| re   | december 24.   | All I Want for Christmas Is You | Mariah Carey | [ 103 ] [ 104 ] |
| re   | december 31.   | All I Want for Christmas Is You | Mariah Carey | [ 105 ] [ 106 ] |

## Listavezető előadók
| Helyezés | Ország             | Előadó            | Hetek száma |
| -------- | ------------------ | ----------------- | ----------- |
| 1        | Egyesült Királyság | Harry Styles      | 15          |
| 2        | Egyesült Államok   | Taylor Swift      | 6           |
| 3        | Egyesült Államok   | Adassa            | 5           |
| 3        | Egyesült Államok   | Stephanie Beatriz | 5           |
| 3        | Egyesült Államok   | Mariah Carey      | 5           |
| 3        | Kolumbia           | Mauro Castillo    | 5           |
| 3        | Egyesült Államok   | Rhenzy Feliz      | 5           |
| 3        | Kolumbia           | Carolina Gaitán   | 5           |
| 3        | Egyesült Királyság | Glass Animals     | 5           |
| 3        | Egyesült Államok   | Diane Guerrero    | 5           |
| 10       | Egyesült Királyság | Adele             | 3           |
| 10       | Egyesült Államok   | Steve Lacy        | 3           |
| 10       | Egyesült Államok   | Jack Harlow       | 3           |
| 14       | Egyesült Államok   | Beyoncé           | 2           |
| 14       | Kanada             | Drake             | 2           |
| 16       | Egyesült Államok   | Lizzo             | 1           |
| 16       | Egyesült Királyság | 21 Savage         | 1           |
| 16       | Egyesült Államok   | Future            | 1           |
| 16       | Trinidad és Tobago | Nicki Minaj       | 1           |
| 16       | Németország        | Kim Petras        | 1           |
| 16       | Egyesült Királyság | Sam Smith         | 1           |
| 16       | Nigéria            | Tems              | 1           |